# Arthur von Kirbach
Arthur von Kirbach (* 27. September 1897 in Chicago, Illinois; † 10. April 1981 in Ventura County, Kalifornien) war ein US-amerikanischer Tontechniker, der als Mitarbeiter des Tonstudios von 20th Century Fox bei der Oscarverleihung 1949 mit einem Oscar für den besten Ton ausgezeichnet wurde.

## Leben
Kirbach begann seine Karriere als Tontechniker im Tonstudio von 20th Century Fox in der Filmwirtschaft Hollywoods 1929 bei dem von Paul Sloane mit Stepin Fetchit, Clarence Muse und Eugene Jackson inszenierten Musikdrama Hearts in Dixie und war bis 1961 unter verschiedenen abweichenden Namensschreibweisen an der Herstellung von annähernd neunzig Filmen beteiligt.
Bei der Oscarverleihung 1949 gewann er zusammen mit Harry M. Leonard den Oscar für den besten Ton, und zwar für den unter der Regie von Anatole Litvak entstandenen Spielfilm Die Schlangengrube (The Snake Pit, 1948) mit Olivia de Havilland, Mark Stevens und Leo Genn in den Hauptrollen.

## Auszeichnungen
- 1949: Oscar für den besten Ton

## Filmografie (Auswahl)
| - 1933: Jahrmarktsrummel (State Fair) - 1934: Liebesreigen (Music in the Air) - 1936: Charlie Chan im Zirkus (Charlie Chan at the Circus) - 1937: Im siebenten Himmel (Seventh Heaven) - 1939: Jesse James, Mann ohne Gesetz (Jesse James) - 1939: Liebe und Leben des Telefonbauers A. Bell (The Story of Alexander Graham Bell) - 1942: Dick und Doof in geheimer Mission (A-Haunting We Will Go) - 1945: Thunderhead – der vierbeinige Teufel (Thunderhead, Son of Flicka) - 1947: Das Wunder von Manhattan (Miracle on 34th Street) - 1948: Die Frau im Hermelin (That Lady in Ermine) - 1948: Die Schlangengrube (The Snake Pit) - 1948: Die Ungetreue (Unfaithfully Yours) - 1949: Ein Brief an drei Frauen (A Letter to Three Wives) - 1949: Sturmflug (Slattery’s Hurricane) | - 1951: Vergeltung am Teufelssee (The Secret of the Convict Lake) - 1951: Der Tag, an dem die Erde stillstand (The Day the Earth Stood Still) - 1952: Mit einem Lied im Herzen (With a Song in My Heart) - 1952: Im Dutzend heiratsfähig (Belles on Their Toes) - 1952: Die Legion der Verdammten (Les Misérables) - 1953: Durch die gelbe Hölle (Destination Gobi) - 1953: Der Untergang der Titanic (Titanic) - 1953: Der unheimliche Untermieter (Man in the Attic) - 1953: Die Gladiatoren (Demetrius and the Gladiators) - 1956: Alarm an Ölturm 3 (The Houston Story) - 1957: Der Rächer wartet schon (Fury at Showdown) - 1957: Duell im Atlantik (The Enemy Below) |